# Chauffour-lès-Étréchy
Chauffour-lès-Étréchy ist eine französische Gemeinde im Département Essonne in der Region Île-de-France. Sie hat 135 Einwohner (Stand: 1. Januar 2022). Chauffour-lès-Étréchy gehört zum Arrondissement Étampes und zum Kanton Dourdan. Die Einwohner werden Calidusiens genannt.

## Geographie
Chauffour-lès-Étréchy liegt drei Kilometer nordwestlich von Étréchy und etwa 37 Kilometer südlich des Zentrums von Paris. Umgeben wird Chauffour-lès-Étréchy von den Nachbargemeinden Souzy-la-Briche im Nordwesten und Norden, Saint-Sulpice-de-Favières im Norden und Nordosten, Étréchy im Osten und Süden sowie Villeconin im Westen.

## Bevölkerungsentwicklung
| Jahr                       | 1962 | 1968 | 1975 | 1982 | 1990 | 1999 | 2006 | 2012 | 2019 |
| Einwohner                  | 61   | 80   | 71   | 81   | 70   | 119  | 130  | 140  | 137  |
| Quellen: Cassini und INSEE |      |      |      |      |      |      |      |      |      |

## Sehenswürdigkeiten
- Kirche Saint-Jean-Baptiste, romanische Kirche, erbaut Ende des 13. Jahrhunderts, erweitert im 19. und zu Beginn des 20. Jahrhunderts

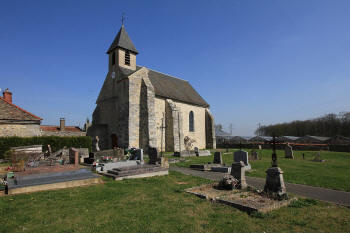
Kirche Saint-Jean-Baptiste